# Paraphrasierung
Als Paraphrasierung (griech. para = dazu, neben und fraseïn = reden, sagen) wird in der Kommunikationstheorie die sachliche Wiederholung einer empfangenen Botschaft mit den eigenen Worten verstanden.

## Abgrenzungen
Bei einer Paraphrasierung bleibt die Aussage im Wesentlichen erhalten. Gegenüber der weniger direktiven Form des aktiven Zuhörens wird sie allerdings auch nicht auf eine emotionale Botschaft verkürzt. Die Paraphrasierung filtert emotionale Anteile heraus und reduziert die Aussage sodann auf den sachlichen Anteil, also die kognitive Botschaft. Das Ziel dabei ist es, die Kommunikation auf eine sachorientierte Ebene zu lenken.
Es bestehen Abgrenzungen zur sprachlichen Paraphrase, musikalischen Paraphrase sowie zur künstlerischen Paraphrase.

## Geschichte
Die Kommunikationstechnik der Paraphrasierung geht auf die Rhetorikausbildung im antiken Griechenland zurück. Sie war eine der ersten Grundfertigkeiten, die es an der Hochschule der Sprache zu erlernen galt.
Im streng geregelten Disput war es den Studenten bei Strafe verboten, auf ein Argument, eine Hypothese oder Prämisse zu antworten, ohne vorher den fremden Standpunkt dem Sinn und der Intention nach mit eigenen Worten sachlich richtig wiederzugeben.
Die Forderung, jede Entgegnung mit einer Paraphrase zu beginnen, legt den Grundstein der dialektischen Sprachausbildung, welche es den späteren Rednern vor Gericht erlauben sollte, als Ankläger oder als Verteidiger, den korrekten Vortrag eines Plädoyers durchzuführen. Das vollständige Konzept der Paraphrasierung mit anschließender Gegenrede und schlüssiger Konklusion ist als Dialektik bekannt. Hier wird aus einer beliebigen Botschaft eine Seite paraphrasiert (Hypothese), eine Opposition formuliert (Antithese) und zu einer neuen, zumeist kompromissartigen Lösung verbunden (Synthese). Dies war das Ziel der Ausbildung im antiken Griechenland; es sollte ein Redner erzogen werden, der in der Lage war, dem hohen Gericht einen wohlausgewogen erscheinenden Vorschlag zur Urteilsfindung zu unterbreiten.
Diese Form hat sich bis heute in der Rechtswissenschaft gehalten.

## Beispiel
A: „Sagen Sie mal, wie oft soll ich denn noch bei Ihnen anrufen? Ich melde mich jetzt schon zum vierten Mal wegen dieses Updates und keiner kann mir eine vernünftige Auskunft geben. Jedes Mal höre ich von einem Ihrer Leute, dass ich dieses nachsehen soll und jenes rüberfaxen möge. Und immer wenn ich mich dann noch mal melde, fehlt wieder etwas, damit die Anbindung an das neue Röntgengerät läuft. Ich brauche diese Freischaltung HEUTE NOCH!“
B: „Gut, soweit ich das jetzt verstanden habe, geht es Ihnen um die umgehende Aktivierung des neuen Updates in Verbindung mit den neuen OPG. Ist das richtig?“

## Vorteile
Als Vorteile der Paraphrasierung werden angeführt:
- Zeitgewinn (der Angesprochene könne im Hinterkopf seine weiteren Argumente sortieren)
- Beschäftigung (Während das Gegenüber dem zuhört, was es selber gesagt hat, könne es nicht weiter denken)
- Vertrauensaufbau (die ernsthafte Befassung mit der Kernaussage des Gegenübers schaffe Glaubwürdigkeit)
- Entschleunigung (hitzige Gespräche verliefen ruhiger)
- Dominanzgewinn (die Paraphrasierung sei eine kommunikative Führungstechnik)
- Genauigkeit (bei komplizierten Sachverhalten würden Missverständnisse vermieden).

## Umsetzung
Nicht immer sind alle emotionalen Anteile einer Botschaft unwichtig für den Sachverhalt einer Angelegenheit. Probleme können auftreten, wenn der Redner sich von einem Vorwurf, einer Aussage oder von einer Hypothese persönlich angegriffen fühlt.
Oft lassen sich gefühlsmäßige und tatsächliche Bedingungen auch nicht völlig voneinander trennen, so dass der Sprecher mitunter zunächst Aktives Zuhören betreiben muss, um später, wenn sich die sachliche mentale Botschaft herauskristallisiert, auf die Paraphrasierung zurückzugreifen.
Weitere wichtige Punkte im Konzept der Paraphrasierung sind
- die Wortwahl mittels synonymer Begriffe (also nicht die einfache Wiederholung des Gesagten, um dem Gesprächspartner nicht das Gefühl zu geben, verspottet zu werden)
- die Formulierung ohne den Inhalt zu verfälschen (die Paraphrase muss mit dem übereinstimmen, was der Gesprächspartner tatsächlich zum Ausdruck bringen wollte).

Als wesentliche Voraussetzungen für effektive Paraphrasierung gelten ein großer aktiver Wortschatz und hohe emotionale Intelligenz (EQ). Aus der Praxis rhetorischer Ausbildung ist bekannt, dass die Fortschritte unter Stress am Anfang der rhetorischen Ausbildung eher gering sind. Gerade die hohe Anforderung an die Emotionale Intelligenz (EQ) bei der Paraphrasierung bereitet selbst geübten Rednern Schwierigkeiten bei der Umsetzung, vor allem, wenn sie selbst emotional betroffen sind.